# Vasas SC (handball)

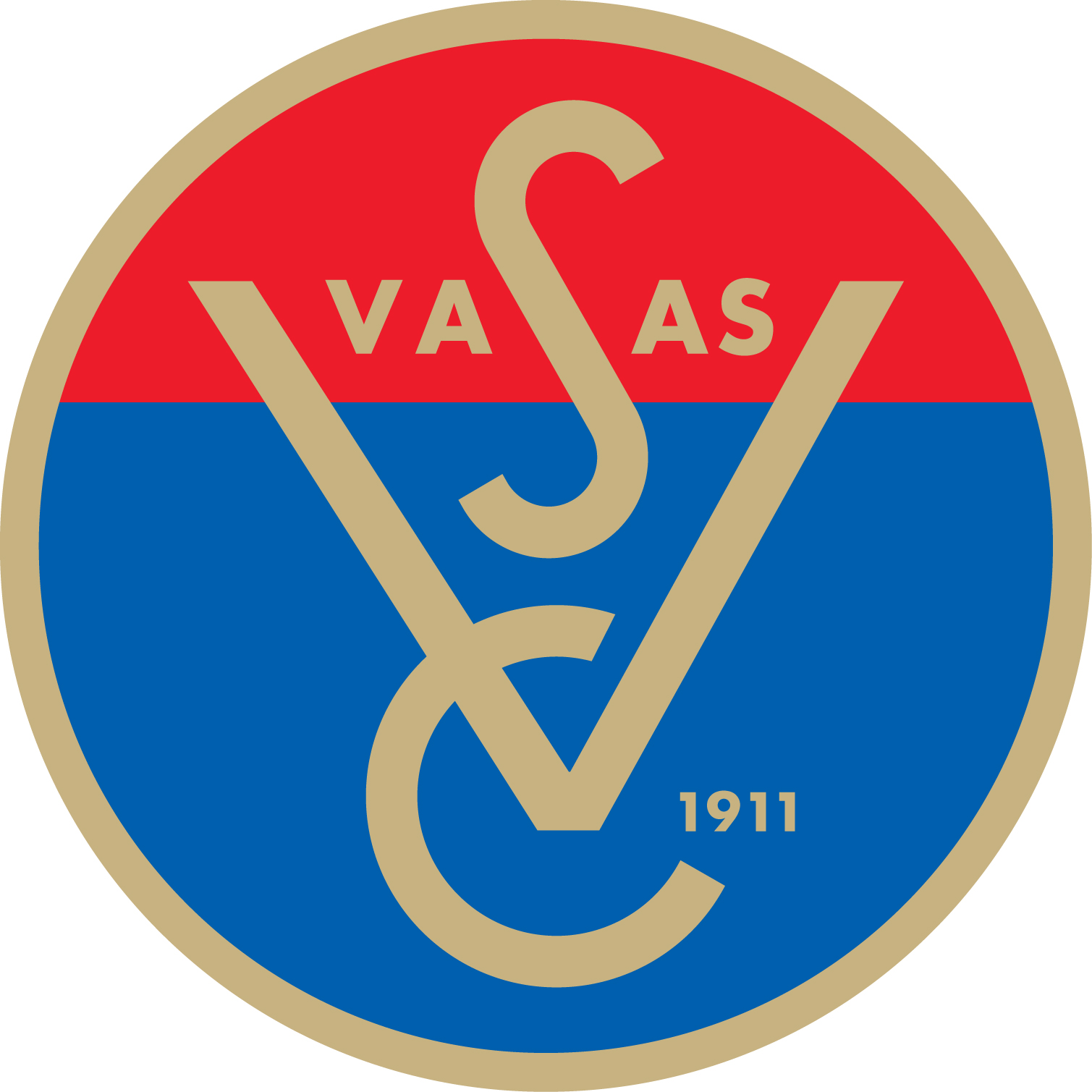
Logo du club.

Le Vasas SC est la section de handball féminin du club omnisports hongrois de Vasas SC, basé à Budapest.

## Palmarès
compétitions internationales
- Coupe des clubs champions (C1)
  - Vainqueur (1) : 1982
  - Finaliste (4) : 1978, 1979, 1993, 1994
- Coupe des vainqueurs de coupe (C2)
  - Finaliste (1) : 1988 (de)
- Coupe de l'IHF (C3)
  - Finaliste (1) : 1985 (de)
- Coupe des Villes (C4)
  - Finaliste (1) : 1995

compétitions nationales
- Championnat de Hongrie
  - Vainqueur (14) : 1972, 1973, 1974, 1975, 1976, 1977, 1978, 1979, 1980, 1981, 1982, 1984, 1985, 1992 et 1993
  - Deuxième (1) : 1986
  - Troisième (7): 1953, 1967, 1969, 1971, 1994, 1995, 1997
- Coupe de Hongrie
  - Vainqueur (11) : 1969, 1971, 1974, 1976, 1978, 1979, 1980, 1981, 1982, 1983 et 1985
  - Finaliste (7) : 1970, 1977, 1987, 1992, 1993, 1995, 1997

## Personnalités liées au club
- Éva Erdős, joueuse de 198x à 199x
- Andrea Farkas, joueuse de 2003-2004
- Mélinda Jacques-Szabo, joueuse de 1991-1998
- Lajos Mocsai, joueur de 1978 à 1979 puis entraineur (de 1981 à 1983 et de 2005 à 2007
- Marianna Nagy, joueuse de 1980 à 1986
- Mariann Rácz, joueuse de 1979 à 1988
- Amália Sterbinszky, joueuse de 1973 à 1982
- Orsolya Vérten, joueuse de 1999-2002